# Gonzaga
För andra betydelser, se Gonzaga (olika betydelser).
Gonzaga var en italiensk furstesläkt, som i olika linjer härskat i Mantua från 1328 som Markgrevskapet Mantua 1433–1530 och Hertigdömet Mantua från 1530 till 1708.
Släkten är påvisbar från 1100-talet. Lodovico Gonzaga fick efter att ha krossat huset Bonacassis makt (1328) av Ludvig av Bayern bekräftelse på sin värdighet av ärftlig generalkapten i staden. 1432 erhöll den i Mantua härskande grenen markgrevetiteln av kejsar Sigisund. Giovan Francesco III Gonzaga som deltog i striderna mot Karl VIII av Frankrike var gift med den ryktbara Isabelle d'Este. Sonen 
Federico II Gonzaga erhöll av kejsar Karl V 1530 titeln hertig av Mantua; 1536 blev han successor till markgreveskapet Monferrato. Sedan huvudlinjen 1627 dött ut, utbröt det så kallade mantuanska tronföljdskriget. Arvingarna spelades ut mot varandra av stormakterna Habsburg och Frankrike. Karl av Gonzaga-Nevers erhöll, understödd av Frankrike, hertigdömet genom fördraget i Regensburg 1630. Då Ferdinand Karl av Mantua under spanska tronföljdskriget uppträdde på Frankrikes sida, erövrade Österrike Mantua 1708. Den sista manlige ättlingen, furst Ferrante Gonzaga, dog i Mantua 1916.
Ätten utgrenade sig i flera linjer:
den äldre hertigliga i Mantua, utdöd 1627, den grevliga i Novellara, utdöd 1728, den hertigliga i Sabbioneta, utdöd 1591, den furstliga i Bozzolo, utdöd 1703, den markgrevliga i Luzzara, utdöd 1794, den hertigliga i Guastalla, utdöd 1746, den hertigliga i Castiglione, utdöd 1819, samt den hertigliga grenen Gonzaga-Nevers, utdöd 1708. I Mantua fortlevde linjen Vescovadi, som 1593 upphöjdes i riksfurstligt stånd.
Är också ingift under 1700-talet i den hertigliga grenen, genom Maria Antonia Doretea Sinforosa Gonzaga Caracciolo i Álvarez de Toledo Grandé av Spanien och Hertig av Alba. 
Men p.g.a att hon var kvinna räknas den ej som ärftlig hertig titel av Mantua.

## Personer
- Aloysius Gonzaga (1568-1591)
- Marie Louise Gonzaga